# Borowo (obwód Ruse)
Borowo (bułg. Борово) – miasto w Bułgarii, w obwodzie Ruse, siedziba gminy Borowo. W 2019 roku liczyło 1 733 mieszkańców.